# Иванова, Халида Ивановна
Халида Ивановна Иванова (род. 12 июля 1949 года) — советская и российская актриса, Народный артист Российской Федерации (1998).

## Карьера
С 1973 года служит в новосибирском театре «Старый дом». Исполнила более 100 ролей русского и зарубежного, классического и современного репертуара.
Неоднократно становилась номинантом и лауреатом новосибирского театрального конкурса «Парадиз», из которых дважды за «Лучшую женскую роль первого плана»: в 2001 году за роль Миссис Хэшебай в спектакле по пьесе Бернарда Шоу «Дом, где разбиваются сердца», в 2006 за роль Кручининой в спектакле «Без вины виноватые» по А. Островскому.

## Награды и звания
- Заслуженная артистка РСФСР (20.04.1987).
- Народная артистка России (14.11.1998).
- Медаль ордена «За заслуги перед Отечеством» II степени (20.07.2009).
- Премия Главы администрации Новосибирской области в сфере культуры и искусства (2002).

## Основные работы
- Антигона — «Антигона» Ж. Ануя (1974)
- Лаура — «Стеклянный зверинец» Т. Уильямса (1979)
- Инга — «Кукарача» Н. Думбадзе (1982)
- Леди Мильфорд — «Луиза Миллер» Ф. Шиллера (1983)
- Нора — «Кукольный дом» Г. Ибсена (1987)
- Беттина — «Цилиндр» Э. де Филиппо (1990)
- Марианна — «Сцены из супружеской жизни» И. Бергмана (1991)
- Медея — «Медея» Х. Мюллера (1993)
- Кэт — «Сотворившая чудо» У. Гибсона (1997)
- Раневская — «Вишневый сад» А. Чехова (1998)
- Жюли — «Серебряная свадьба» Э. Сверлинг (2000)
- Миссис Хэшебай — «Дом, где разбиваются сердца» Б. Шоу (2000)
- Бернарда — «Дом Бернарды Альбы» Ф. Г. Лорка (2002)
- Филумена Мартурано — «Брак по-неаполитански» Э. де Филиппо (2005)
- Габриэль Тристан — «Публике смотреть воспрещается» Ж. Марсана, Р. Дорна, Ж. де Пулена (2005)
- Арина Пантелеймонова — «Женитьба» Н. В. Гоголя (2005)
- Лошадь — «Очень простая история» М. Ладо (2006)
- Кручинина — «Без вины виноватые» А. Островского (2006)
- Госпожа Ракен — «Тереза Ракен» Э. Золя (2008)
- Сара Бернар — «Дуэт» О. Эскина (2008)
- Валентина (60-летняя) — «Валентинов день» И. Вырыпаева (2009)
- Аста — «В сотый раз женаты» В. Муберга (2010)
- Хор — «Ксения Петербургская» В. Леванова (2013)
- Мари — «Она вас нежно целует» Ф. Саган (2013)
- Федра — «Федра» М. И. Цветаевой
- Васса — «Семейный портрет в интерьере» А. Пешкова